# 德天瀑布
22°51′21″N 106°43′22″E / 22.85583°N 106.72278°E

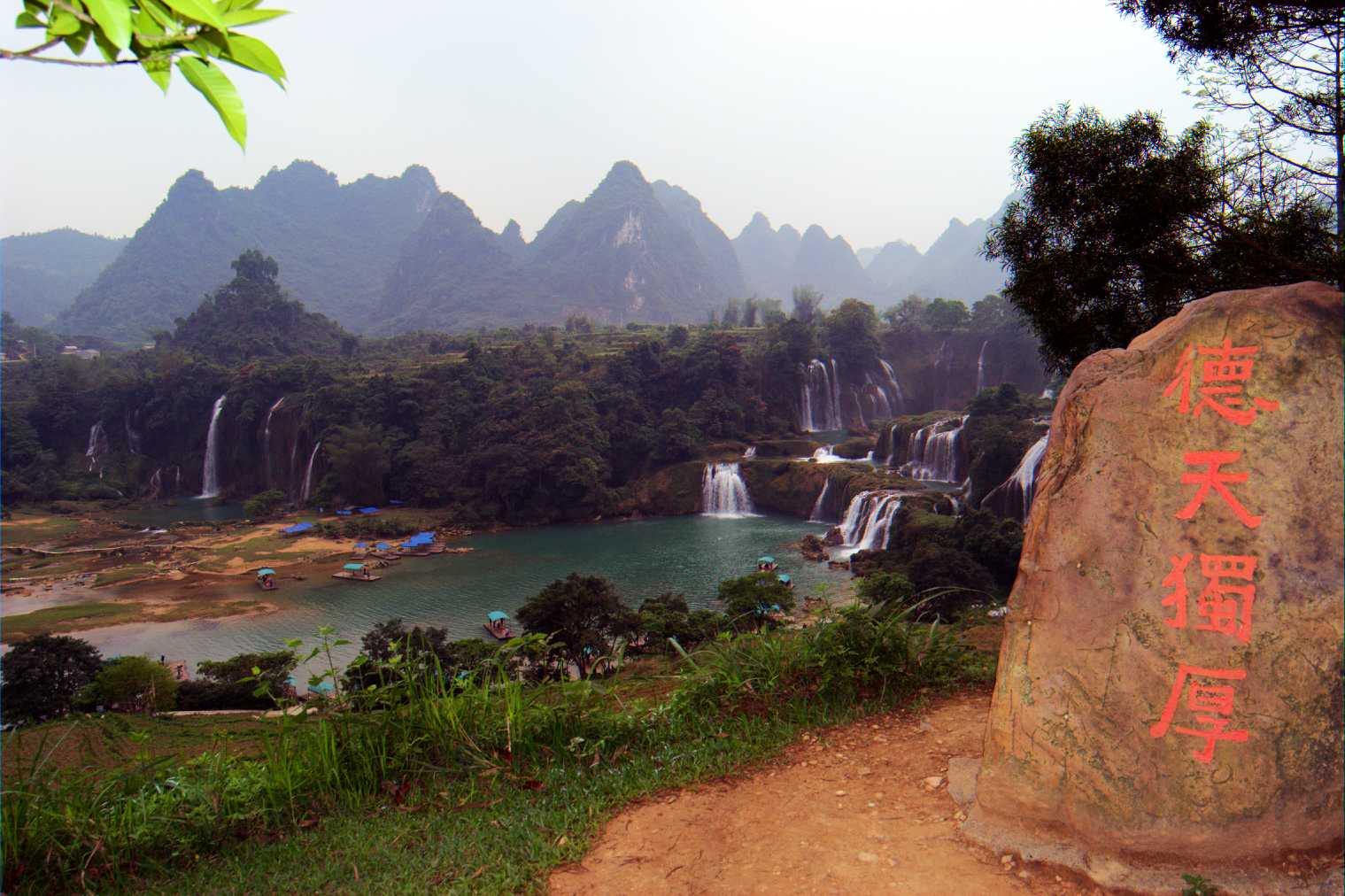
中国境：德天瀑布

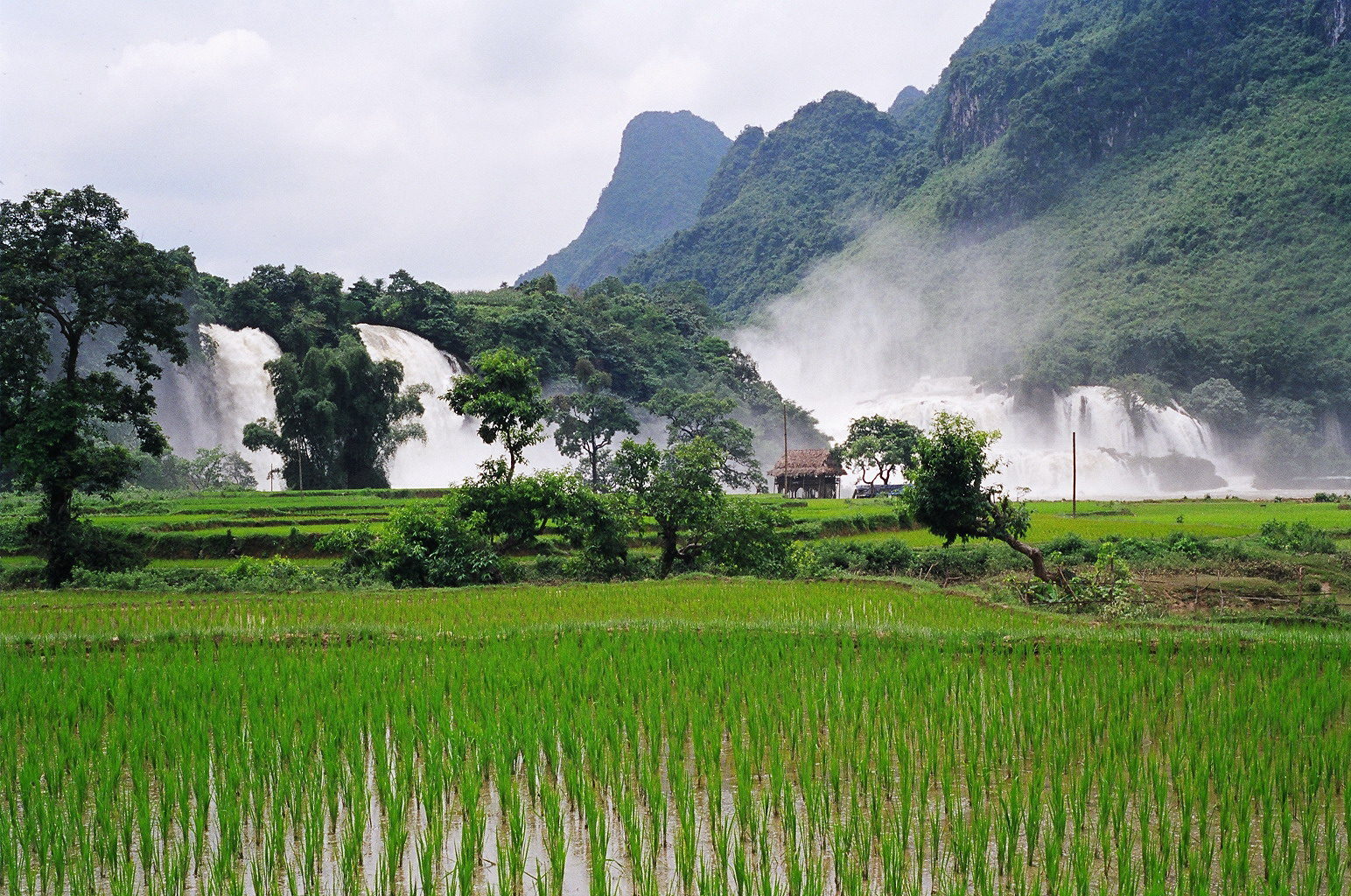
越南境：板约瀑布

德天瀑布（越南语：Thác Đức Thiên），位于中國廣西壯族自治區崇左市大新县硕龙镇德天村，中國與越南邊境处，与越南的板约瀑布相连。德天-板约瀑布是世界第四大、亚洲第一大跨国瀑布。
2015年11月，中国与越南签订协定，同意设立并合作开发德天（板约）瀑布景区。2018年，德天跨国瀑布景区被评为国家5A级旅游景区。2023年9月15日上午10时，中国首个跨境旅游合作区——中越德天（板约）瀑布跨境旅游合作区启动试运营，实施“预约组团、组团限量、限时跨境、团进团出、游览线路限定”的管理模式，两国旅游团在对方一侧游览时间最长不超过5个小时。

## 地理
德天瀑布所地地层主要为中泥盆统白云质灰岩，为典型的岩溶瀑布，宽120米，分三级瀑布，垂直高度60多米，源于广西珠江水系的归春河，终年有水，年均水流量约为贵州黄果树瀑布的三倍。德天瀑布与越南板约瀑布仅相距数百米，雨季时两瀑布融为一体，全宽208米，宽度排在巴西-阿根廷之间的伊瓜苏瀑布、赞比亚-津巴布韦之间的維多利亞瀑布以及美国-加拿大的尼亞加拉瀑布之后。
每年的7～11月是游览德天瀑布的最佳时期，此间由于进入降雨季节故水量大且水质清，是欣赏瀑布万马奔腾般咆哮的最好时节。12月到次年5月为枯水期，这期间瀑布水量小，瀑布周遍的土石裸露的较多。

## 开发
2019年3月，中国旅游集团旗下香港中旅国际投资有限公司签约成为德天瀑布旅游开发主要投资方。2019年5月28日，景区投资运营主体广西中旅德天瀑布旅游开发有限公司成立，项目预计总投资14.5亿元。

## 影视取景
曾在此地取景的影视剧包括：
- 《酒是故鄉醇》
- 《花千骨》

## 交通
1. 从南宁出发，沿 广昆高速经 324国道西行至坛洛转左往大新方向走，至硕龙镇，再转 316省道再前行10余公里即到。
2. 从南宁出发，沿 兰海高速至钦州市，再沿 钦那高速至崇左市大新县大新出口，经 219国道西行12公里， 532县道南行5公里至硕龙镇，沿边公路西行即可到达。